# Linia kolejowa nr 676
Linia kolejowa 676 – jednotorowa, zelektryfikowana linia kolejowa znaczenia miejscowego łącząca rozjazd nr 1 na stacji Gliwice Sośnica z rozjazdem nr 32 na posterunku odgałęźnym Gliwice Sośnica GSB.